# 제7대 브라본 남작 존 내치불
제7대 브라본 남작 존 내치불(John Knatchbull, 7th Baron Brabourne, CBE, 1924년 11월 9일 ~ 2005년 9월 23일)은 전문적으로 존 브라본(John Brabourne)은 영국의 귀족, 텔레비전 제작자이자 오스카 후보에 오른 영화 제작자였다. 마운트배튼 경의 장녀와 결혼한 브라본은 장인과 어머니, 아들을 죽인 폭격의 생존자였다.